# Erebia rubroligata
Erebia rubroligata är en fjärilsart som beskrevs av Goltz 1930. Erebia rubroligata ingår i släktet Erebia och familjen praktfjärilar. Inga underarter finns listade i Catalogue of Life.